# 9월 평양공동선언
《9월 평양공동선언》 또는 《9.19 선언》은 2018년 9월 19일 조선민주주의인민공화국 평양직할시에서 열린 2018년 3차 남북정상회담에서 대한민국 문재인 대통령과 조선민주주의인민공화국 김정은 국무위원장이 합의해 발표한 공동 선언이다.

## 요약 내용
평양 공동 선언은 다음의 다섯가지 분야에 대한 구체적인 실천 방안에 대한 양국 정상간의 합의 내용이다.
- 비핵화 분야
비핵화분야는 동창리의 엔진 시험장과 대륙간 탄도 미사일 발사대를 유관 기관 참관아래 영구적으로 폐기하며, 미국의 상응 조치에 따라 영변의 핵 시설역시도 영구적 폐기를 약속하였다.
- 군사 분야
군사 분야는 판문점 선언 이행 합의서에 대한 부속 합의서를 채택하여 군사 공동 위원회를 가동한다. 남북 간에 한국전쟁 유해 공동 발굴을 합의 하였다. 또한, 남북 공동 경비 구역(JSA) 내의 완전한 비무장화로, 기존에 탄창을 갈아 끼우다가 사격하는등의 우발적인 무력 충돌 가능성을 제거하며, 향후 북측지역에 민간인도 출입가능하도록 하는 등이 평양 공동 선언문에 합의되었다.
- 경제 분야
경제 분야는 비핵화 관련된 조건과 여건 마련되는것에 따라, 올해안 서해 및 동해선 철도와 도로 착공식 하며, 서해 경제 특구 와 동해 관광 특구를 개설 한다. 그리고, 개성 공단과 금강산 관광을 정상화 한다.
- 이산가족 분야
이산가족 분야는 이산 가족 상시 면회소 설치하며, 향후 화상 상봉을 추진한다.
- 문화 체육 분야
문화 체육 분야는 2032년 하계 올림픽 남북 공동개최, 10월중 평양 예술단 서울 공연등이 합의되었다.

## 전문
한국어 위키문헌에 이 글과 관련된 원문이 있습니다. 9월 평양공동선언

## 이후
9.19 합의 이후에도 북한은 먼저 합의 위반과 도발을 지속하였다. 국방백서에서는 총 17건 정도 북한이 먼저 합의내용을 위반했다는 기록도 존재하지만 2018년 9.19 군사 합의 후 5년간 북한의 해안포 개방 횟수만 3400건에 이른다며 국방부측에서 이야기를 하였고 한국은 최대한 준수하며 자극 안 하려하는데 북한은 대놓고 어기는 모습을 보이니 사실상 실효성이 없다는 비판이 존재했다. 북러정상회담 이후 북한이 또 위성발사라는 명목으로 탄도탄 미사일 시험을 하려고 하자 21일 대한민국 국군 합참은 이례적으로 강력 경고를 하였다. 그렇게 쏘아올린 천리마가 저궤도 진입에 성공하면서 윤석열 정부는 레드라인을 넘었다고 판단, 최소한의 안보조치라며 군사합의 1조 3항 일부를 무효화하여 휴전선 인근에 드론 등 정찰자산 투입을 결정했다.
반면 북한 측은 남한이 먼저 합의를 파기하였다고 주장하며 기다렸다는 듯이 군사합의를 전체적 파기 선언 및 신무기 전진배치를 선언하였다.
2023년 1월 4일, 윤석열 대통령은 해당 합의가 북한의 잇따른 도발로 사실상 무력화되는 것으로 보고 '북한이 다시 우리 영토를 침범하는 도발을 일으키면 9·19 군사합의 효력 정지를 검토하라'는 지시를 내렸다. '남북관계 발전에 관한 법률' 제23조에 따르면 대통령이 '남북합의서의 효력의 전부 또는 일부를 정지시킬 수 있다.'고 규정하고 있다. 1차적인 대응 방안으로 북한이 정말 민감하게 반응하는 대북 확성기 설치 및 대북전단 살포가 꼽히고 있다.
합의 5주년을 맞아, 문화일보, 중앙일보, 조선일보, 세계일보, 한국경제, 서울경제는 합의 폐기를 검토해야 한다는 사설을 냈다. 또 매일경제는 북한이 비핵화되지 않는 한 합의가 쓸모가 없다는 사설을 냈다. 한국일보는 합의 폐기는 신중해야 한다는 사설을, 경향신문은 합의를 유지해야 한다는 사설을 냈다. 한겨레는 관련 사설을 내지 않았다.
2023년 9월 27일, 신원식 국방부장관 후보자는 인사청문회에서 관계 부처들을 설득해 본 합의 효력 정지를 추진하겠다고 언급했다.
2023년 10월 7일 하마스의 기습으로 발발된 2023년 이스라엘-하마스 전쟁을 근거로 본 합의가 완전 파기 내지는 효력 정지될 가능성이 제기되고 있다. 국방부에선 휴전선에 정찰기 재투입을 검토중이라고 한다. 본 합의로 인해 국군의 정찰자산이 휴전선 인근에서 제대로 운용되지 못하고 있으며 최악의 경우엔 이스라엘이 완벽하게 기습당했듯 한국 또한 북한에게 기습당해 큰 피해를 입을 가능성이 제기되었기 때문이다. 그러다 앞서 언급한 바와 같이 천리마-1 3차 발사를 계기로 일부 조항을 효력정지시켰다.
2024년 6월 3일, 2024년 북한 대남 오물 풍선 살포 사건에 대응하기 위해 김태효 1차장(NSC 사무처장) 주재로 국가안전보장회의(NSC) 실무회의를 열어 9.19 남북군사합의 전체 효력을 정지하는 안건을 국무회의에 상정하기로 의결했다. 다음날인 6월 4일 국무회의에서 의결되었다.

## 같이 보기
- 2018년 1차 남북정상회담
- 2018년 2차 남북정상회담
- 2018년 3차 남북정상회담
- 2018년 북미정상회담
- 6.15 남북 공동선언
- 10.4 남북정상선언
- 판문점 선언
- 9·19 군사분야 남북합의서